# Jean-Baptiste Mimiague
Jean-Baptiste Narcisse Mimiague (Villefranche-sur-Mer, 3 de febrero de 1871-Niza, 6 de agosto de 1929) fue un deportista francés que compitió en esgrima, especialista en la modalidad de florete. Participó en los Juegos Olímpicos de París 1900, obteniendo una medalla de bronce en la prueba individual profesional.

## Palmarés internacional
| Juegos Olímpicos | Juegos Olímpicos | Juegos Olímpicos  | Juegos Olímpicos               |
| Año              | Lugar            | Medalla           | Prueba                         |
| ---------------- | ---------------- | ----------------- | ------------------------------ |
| 1900             | París (Francia)  | Medalla de bronce | Florete individual profesional |